# Kwan Um
Zenová škola Kwan Um je mezinárodní organizace vycházející z tradice korejského zenového buddhismu. V roce 1983 ji založil zenový mistr Seung Sahn a dnes k ní patří přibližně sto center a skupin po celém světě. Pořádá pravidelné společné meditace, retreaty a přednášky online. Formy zenové praxe jsou přizpůsobeny možnostem a potřebám západních laických praktikujících. 
Název školy pochází z korejštiny a znamená „vnímej zvuk světa“. Vyjadřuje směr zenové praxe: učit se naslouchat a rozumět tomuto světu, v každém okamžiku pozorně vnímat jeho potřeby a správně na ně reagovat. Název je odvozen od korejského jména bódhisattvy soucitu Kwan Seum Bosal ("ten, kdo vnímá pláč/výkřiky tohoto světa"). V Číně je tato postava nazývána Kuan-jin, v Japonsku Kannon, v sánskrtu se nazývá Avalókitéšvara.
Posláním školy Kwan Um je zpřístupňovat zenovou praxi všem lidem, kteří o ni mají zájem – bez rozdílu vyznání, národnosti, orientace či identity (je tedy otevřená i lidem z LGBTQ+ komunity). Škola se snaží poskytovat všem těmto lidem prostředí, podporu a pomoc v hledání jejich pravého já. Některá zenová centra školy jsou i rezidenční, tj. nabízejí také možnost soužití v otevřené komunitě lidí, které spojuje společná meditační praxe, a tím i možnost učit se vnímat potřeby druhých, překonávat vlastní hranice a navzájem si pomáhat. Ve škole Kwan Um spolu mohou žít a praktikovat muži i ženy, mniši i laici. Také mistrem či mistryní se může stát kdokoli, kdo splní všechna kritéria, jež škola pro tuto roli vyžaduje. Dnes má Kwan Um i svůj etický kodex, který je volně přístupný na webu školy a definuje pravidla a postup v případě, že by došlo ze strany zenového učitele (učitelky) k etickému pochybení.  

Zakladatel školy, zenový mistr Seung Sahn (1927–2004, nazývaný také "Dae Son Sa Nim", tedy Velký zenový mistr), odešel v 60. letech z Koreje do USA, a stal se tak prvním korejským zenovým mistrem, který kdy žil a učil na Západě. S pomocí nevelkého počtu studentů založil v roce 1972 zenové centrum poblíž Providence, které se později stalo hlavním chrámem pro všechna centra v Severní a Jižní Americe, Evropě, Asii a Africe a které funguje dodnes. Mistr Seung Sahn je také autorem knih "Zenový kompas", "Celý svět je jedna květina – 365 konganů pro každodenní život", "Odklepávání popela na Buddhu", "Pouze nevím", "Deset bran" a "Kost prostoru". Několik z nich vyšlo i v češtině, některé i opakovaně. Českou republiku navštívil mistr https://cs.wikipedia.org/wiki/Lenka_Hrabalov%C3%A1 v roce 1991, zemřel v Koreji 30. listopadu 2004. Během svého života předal dharmu a inka (pověření k samostatnému vyučování zenu) několika žákům. Tito zenoví mistři (Seon Sa Nim, zkráceně SSN) a mistři dharmy (Ji Do Poep Sa Nim, zkráceně JDPSN) nebo jejich žáci dnes učí a přednášejí v mnoha zemích světa.  

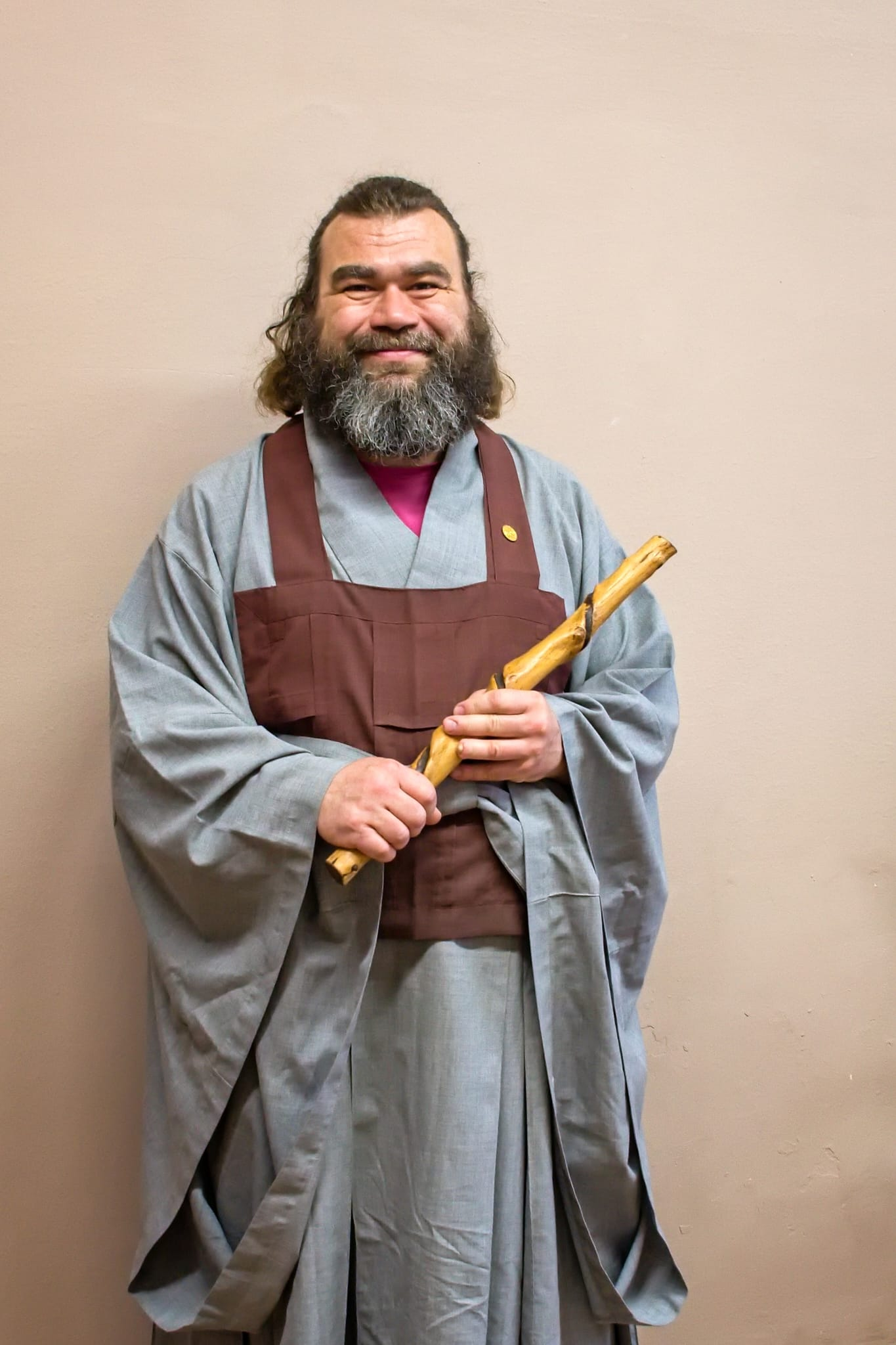
Mistr dharmy Jiří Hazlbauer, vedoucí učitel pro Česko

V ČR je Zenová škola Kwan Um zapsaným spolkem. Pravidelně zde probíhají jednodenní či vícedenní meditační ústraní, často pod vedením mistra dharmy Jiřího Hazlbauera. Ústraní sem také přijíždějí vést zenoví učitelé Kwan Um z dalších evropských i mimoevropských zemí. Kwan Um rovněž organizuje dlouhá (tříměsíční) ústraní zvaná kjolče.
Kwan Um v Česku je aktivní i v mezináboženském dialogu a každoročně pořádá různé akce (ústraní, besedy, přednášky, ...) společně s jinými církvemi a náboženskými skupinami.

## Meditační praxe v Kwan Um
Využívá základní meditační techniky (tzv. formy). Mezi ně patří například poklony, zpěvy, meditace vsedě, konganové rozhovory, praxe manter nebo meditace práce.
Meditace poklon
„Klaníme se, abychom spatřili svou pravou přirozenost a pomohli ostatním.“
Poklony zpravidla předcházejí ranní meditaci zpěvů a sezení, lze je však provádět i kdykoli jindy během dne. Intenzivně propojují tělo a mysl, což může dobře posloužit k odtětí zbytečného přemýšlení, ale také líné, žádostivé či hněvivé mysli. Neklaníme se Buddhovi, nýbrž buddhovské přirozenosti v nás (někdy též nazývané „naše pravé já“), kterou Buddha na oltáři reprezentuje.

Meditace zpěvů
„Vnímat svůj vlastní hlas znamená vnímat své pravé „já“ neboli svou skutečnou podstatu. Potom ty a zvuk nejste odděleni, což znamená, že ty a celý vesmír nejste odděleni. Vnímat svou skutečnou podstatu tedy znamená vnímat univerzální podstatu.“
Společný zpěv rozvíjí naši schopnost vnímat svůj hlas i hlasy druhých, učí nás harmonicky fungovat spolu s ostatními.
Přestože se mluví o meditaci zpěvu, jde spíše o rytmizovanou recitaci (angl. chanting), jejíž součástí jsou i mantry. Zpěvy v Kwan Um vycházejí z obdobné praxe fungující po staletí v korejských buddhistických klášterech.  

Meditace vsedě
Sedíme na meditačním polštářku a podložce, obvykle se zkříženýma nohama nebo v částečném či plném lotosu, oči jsou otevřené. Je však možné sedět i na židli. Jako pomůcku k udržení mysli „tady a teď“ používáme např. prosté vnímání nádechu a výdechu, velkou otázku („Co jsem?“) nebo mantru (např. Kwan Seum Bosal) – vhodnou techniku je nejlepší prodiskutovat se zenovým učitelem.
Všechny formy používané v Kwan Um mají společný směr: učí nás jasněji vnímat situaci, ve které se nacházíme právě teď, a podle toho pak v této situaci být nebo jednat. Jasnost zde znamená především jasné vnímání – nezabarvené různými pocity, myšlenkami, názory a podobně. Když svítí na semaforu červená, zastav a dej přednost jiným, když jsi unavený, odpočiň si, když má někdo žízeň, dej mu napít.   

## Zenové centrum Vrážné
Je jediným rezidenčním zenovým centrem v České republice a zároveň hlavním chrámem školy Kwan Um v ČR. Funguje od roku 2012. Pokračuje rozšiřování a dostavba centra, už dnes zde ale zájemci mají možnost rezidenčního tréninku, každodenní meditační praxe a příležitost setkávat se s dalšími zenovými praktikujícími z celého světa.
Také tu žije a učí vedoucí učitel českých a moravských skupin školy Kwan Um – mistr dharmy Jiří Hazlbauer.

## Skupiny v ČR

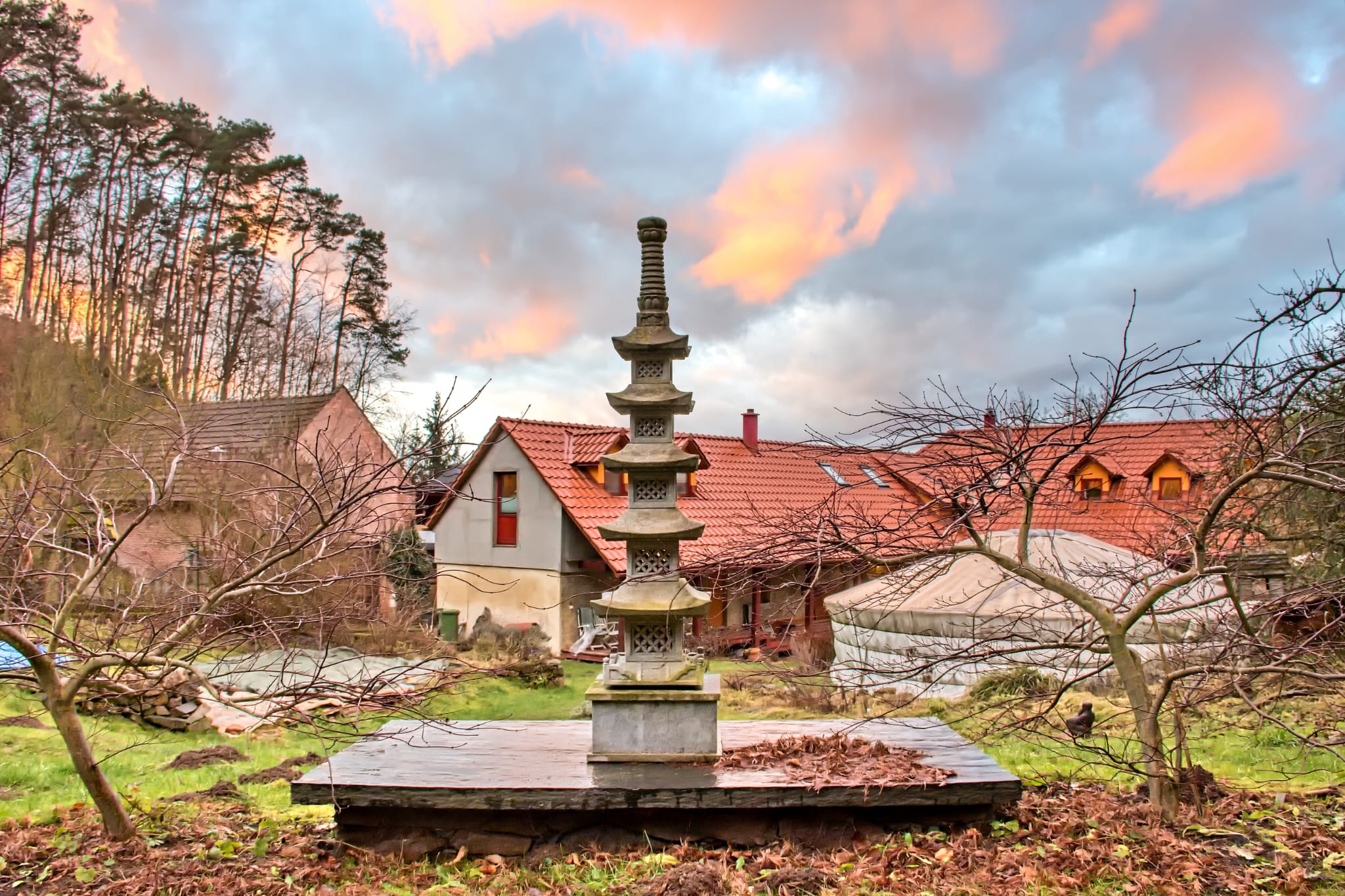
Zenové centrum ve Vrážném u Jevíčka, hlavní chrám školy Kwan Um v ČR

- Brno
- Děčín
- Hodonín
- Liberec
- Litoměřice
- Olomouc
- Praha
- Tábor
- Vrážné u Jevíčka
- Zlín